# Santa Eulália (Balazar)

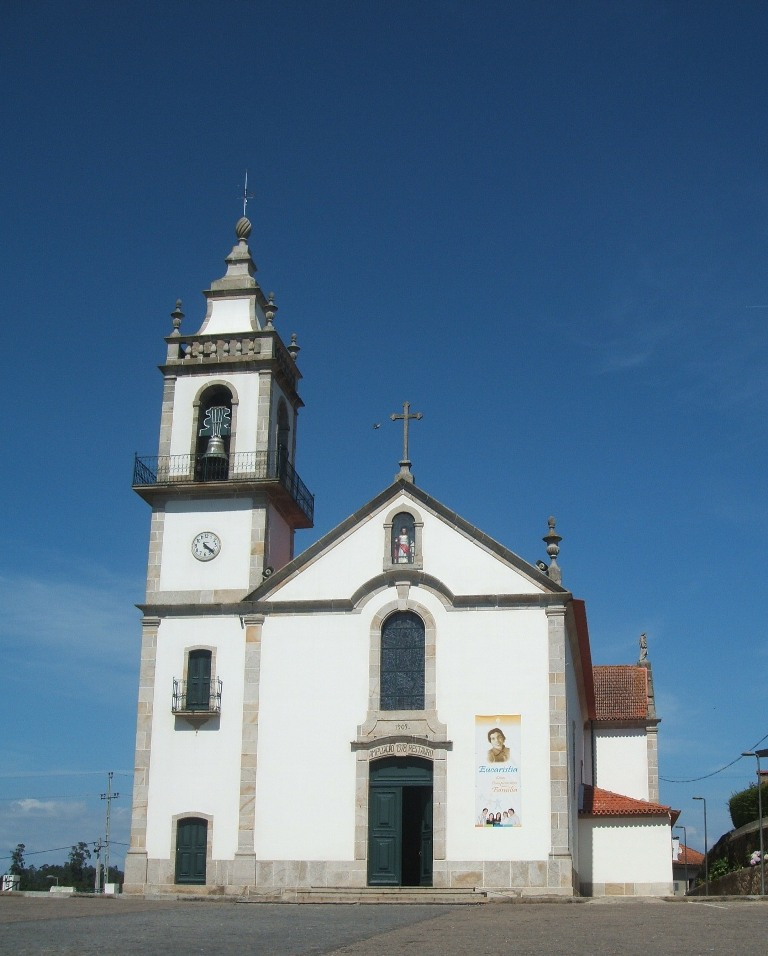
Pfarrkirche von Balazar

Die Kirche Santa Eulália ist die katholische Pfarrkirche in der portugiesischen Gemeinde Balazar.
Der Bau der Kirche wurde 1907 abgeschlossen. Sie ersetzte einen Vorgängerbau aus dem 15. Jahrhundert, als die Nachbarpfarrei Gresufes angeschlossen wurde. Er befand sich an der Stelle, an der heute der Friedhof ist.
In der Kirche sind die sterblichen Überreste der Seligen Alexandrina Maria da Costa aufbewahrt.

Koordinaten: 41° 24′ 17,2″ N, 8° 37′ 26,7″ W